# Sciades costulatus
Sciades costulatus är en skalbaggsart som först beskrevs av Francis Polkinghorne Pascoe 1864.  Sciades costulatus ingår i släktet Sciades och familjen långhorningar. Inga underarter finns listade i Catalogue of Life.